# 小峰由衣
小峰由衣（日语：こみね ゆい，1984年9月29日—），日本的AV女優。出道於日本東京都。屬於POPSTAR GROUP事務所。2011年改名為「SHU-MEI」。

## 略歴
2004年於AV界出道，為企劃單體的人氣女優，在成人電影的演出大多是御姊風格的形象。

## 出演

### AV作品
2009年
- 廻された熱血教師 (3月13日 一本道)
- 熱穴教師の合格祝い (3月28日 一本道)
- 美人OL残業調教(11月25日魔沙羅)

2010年
- Tokyo Addiction Shinjuku (2月13日 Little Mango)
- 潮 Shiofuki (5月14日、スカイハイエンターテインメント)

## 外部連結
- Sky High Ent. 女優介紹 小峰由衣